# Champagnac-la-Prune
Champagnac-la-Prune település Franciaországban, Corrèze megyében. Lakosainak száma 150 fő (2022. január 1.). Champagnac-la-Prune Gumond, La Roche-Canillac, Saint-Bonnet-Elvert, Saint-Martin-la-Méanne, Saint-Paul, Saint-Sylvain és Argentat-sur-Dordogne községekkel határos.

## Népesség
A település népességének változása:
| Lakosok száma | 282  | 219  | 167  | 167  | 165  | 163  | 163  | 155  | 151  | 150  |
|               | 1968 | 1982 | 1990 | 2006 | 2013 | 2015 | 2017 | 2019 | 2020 | 2022 |